# 발파수스

발파수스의 위치

발파수스(포르투갈어: Valpaços)는 포르투갈 빌라헤알 현에 위치한 도시로 면적은 548.74km2, 높이는 515m, 인구는 16,882명(2011년 기준), 인구 밀도는 31명/km2이다.

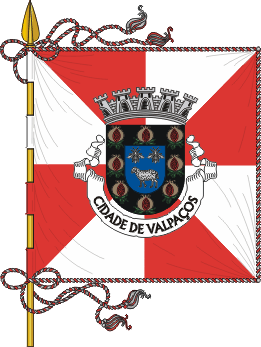
시기
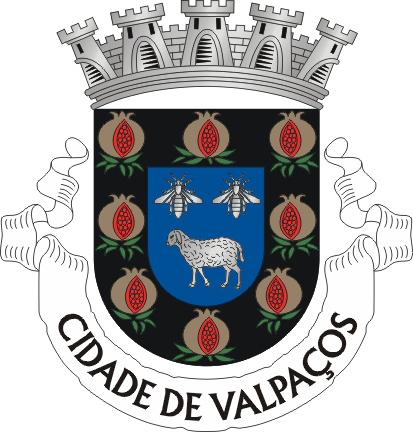
시 문장